# 7e régiment de ligne (Belgique)
Le 7e régiment de ligne (en néerlandais : 7de Linieregiment) était une unité d'infanterie de la force terrestre des forces armées belges.

## Origines
Le régiment d'Anvers est créé par un arrêté du régent le 16 octobre 1830 à partir du 15(de) afdeling de l'armée néerlandaise. Le 25 novembre 1830, il est renommé en 7e régiment de ligne.
Durant la campagne des Dix-Jours,  du 2 au 12 août 1831, le 3e bataillon combat à Bautersem, Louvain et Ijzerenberg.
Il participe en 1839 à une expédition au Luxembourg.
Il intervient en 1848, lors de l'affaire des Risquons-tout.

## Première guerre mondiale
Mis sur pied de guerre, le régiment est dédoublé pour donner naissance au 27e régiment de ligne et fait partie de la 7e brigade mixte de la 2e division d'armée. 
Le régiment participe à la première sortie d'Anvers des 25 et 26 août et le 2e combat durement dans les environs de Wespelaar le 26. Du 9 au 12 septembre, une seconde sortie est effectuée et le régiment parvient à reprendre Aerschot et à faire 400 prisonniers. Le 10 au soir, il est proche de Louvain, mais il reçoit l'ordre de se replier sur Aerschot. Le 11, il progresse toujours mais reçoit de nouveau l'ordre de se replier.
Durant le siège d'Anvers, il aura à défendre l'intervalle de Waelhem, Wavre-Sainte-Catherine et la Nèthe.
À la mi-octobre, le 27e régiment de ligne est réintégré au 7e de ligne.
Lors de la bataille de l'Yser, du 18 au 20 octobre 1914, le régiment défend le pont de l'union à Saint-George avant d'être relevé par le 14e régiment de ligne.
Le 30 octobre, il participe à la contre-attaque de Ramscapelle et le 4 novembre à l'attaque sur Lombardsijde.
Durant les 4 ans du conflit, il défendra notamment les secteurs de Ramscapelle, de Saint-Jacques Capelle, de Nieuwkapelle, de Steenstraete, de Dixmude, de Reigersvliet-Oudstuyvekenskerke et de Boesinghe. 
En décembre 1916, le régiment est de nouveau dédoublé pour donner naissance au 17e régiment de ligne.
Lors de la grande offensive de septembre 1918, il capture Moorselde le 29 septembre.
Le 11 novembre, le régiment se trouve près de Gand. 

## Entre-deux-guerres
Le 7e régiment de ligne participa à l'occupation de la Rhénanie sous les ordres du colonel Dinoire.

## Seconde guerre mondiale
Le régiment est mobilisé le 26 août 1939 et fait partie de la 4e division d'infanterie. Les 1er, 2e et 3e étaient stationnés à la caserne Dossin à Malines et le 4e bataillon au camp de Beverloo (Bourg-Léopold). Quelques jours plus tard, les bataillons rejoignent leur cantonnement de guerre à Lanaken et passent la période de mobilisation à divers endroits le long du canal Albert.
Le 10 mai 1940 peu après minuit, le régiment est placé en état d'alerte. Il occupe à ce moment le sous-secteur Diepenbeek-Eigenbilzen. Il est au centre de la position de la 4e division d'infanterie au nord de la ligne Schoonbeek-Munsterbilzen avec à sa droite deux bataillons du 11e de ligne et à sa gauche le 15e de ligne. Vers 6 h 30, la nouvelle que des combats ont lieu aux Pays-Bas est reçue par le commandement. Les ponts sur les rivières et canaux les plus proches de la frontière néerlandaise sont alors détruits. 
Le 11 mai, les allemands ont atteint Tongres et le commandement belge estimant que les troupes positionnées derrière le canal Albert risquent l'encerclement, ordonne le repli de la 4e division. Il se fait principalement vers Kortessem sous les attaques aériennes allemandes en abandonnant le matériel lourd. En fin d'après-midi, une partie du 15e de ligne reçoit l'ordre de se positionner sur la ligne de chemin de fer Genk-Bilzen pour contrée l'avancée allemande mais cet ordre est annulé à 19h30 par l'ordre de repli général de la division.
Dans la nuit du 11 au 12 mai, le 7e de ligne se retire vers l'ouest. Il traverse la Gette et prend position entre Halen et Waanrode. Les unités du génie belge ayant été rapides à détruire les ponts sur la Gette et l'Herk, le régiment doit abandonner le peu de matériel lourd qui lui reste. Le régiment reçoit l'ordre de traverser la ligne KW et de se placer derrière le canal de Willebroeck pour se réorganiser dans les environs de Vilvorde.  
Le 13 mai à la nuit tombée, la division se met de nouveau en route pour Louvain en passant par Molenbeek-Wersbeek, Winghe-Saint-Georges et Linden.
La 4e division d'infanterie est rattaché au 3e corps d'armée.
La nuit du 13 au 14, le régiment traverse le canal à Vilvorde et stationne jusqu'au soir du 15 mai entre Grimbergen et Strombeek-Bever.
Le 15 mai, la division est envoyée sur la tête de pont de Gand. Le 7e de ligne doit occuper une position de Muntekouter à Semmerzake.
La nuit du 16 mai, le régiment arrive dans les environs de Muntekouter et part vers ses positions désignées à 6h40. Vers 10h30, le régiment arrive à Schelderode. L'état-major est installé dans le château Stas De Richel. Le 1er bataillon se rend à Melsen et les 2e et 3e bataillons à Merelbeke. À ce moment, le régiment compte 80 officiers (sur les 97 prévus) et 2100 soldats (sur les 3 570 prévus). Le reste a déserté durant la retraite, a été capturé ou s'est tout simplement perdu.
Le 17 mai, les 3 bataillons occupent les bunkers à Muntekouter. Il n'y a cependant pas assez d'armes pour tous les équiper et seuls ceux de première ligne reçoivent une mitrailleuse.
À Semmerzake, le commandant du 1er bataillon doit demander l'aide du bourgmestre pour retrouver les bunkers camouflés de son secteur. Également par manque d'armement, les positions dont il est prévu qu'elles possèdent deux mitrailleuses n'en reçoivent qu'une seule. 
Les bunkers équipés de canons de campagne sont inutilisables car les angles de tirs sont entravés par des arbres qui n'ont pas encore été abattus. 
Le 18 mai, le secteur compris entre Moortsele et Muntekouter est entièrement occupé par le 7e de ligne. La 2e compagnie est dissoute par manque d'effectifs
À la suite du repli de l'armée belge de la ligne KW sur la ligne Terneuzen-Gand-Audenarde ordonné la nuit du 16 au 17 mai, la tête de pont de Gand est réorganisée. La 4e division occupera le secteur Munte-Betsberg et le 7e et 15e régiment de ligne doivent monter en première ligne alors que le 11e de ligne reste en arrière. Le 19 mai vers 5h00 du matin, le 2e bataillon reçoit l'ordre de bouger de Melsen vers Bottelare. Il part effectivement vers 14h00 après avoir transmis ses bunkers de Melsen aux chasseurs à pied de la 5e division d'infanterie. 
Le 20 mai, alors que l'ennemi attaque les positions de la 2e division d'infanterie situées au nord-est de la tête de pont et que des combats acharnés ont lieu à Quatrecht, les Allemands se contentent de quelques tirs d'artillerie sur le régiment auxquels réplique l'artillerie belge en prenant sous le feu Balegem et Scheldewindeke.
Le 21 mai, le secteur de la 4e division ne subit que de sporadiques contacts avec les allemands. Quelques escarmouches ont lieu à Scheldewindeke et Oosterzele. Lors de la Conférence d'Ypres entre les Belges, Français et Britanniques, il est décidé que le front doit reculer. L'armée belge doit alors se retirer derrière la Lys et les positions autour de Gand et la tête de pont de Gand doivent être abandonnées. Les 16e et 18 divisions d'infanterie défendront la ville. La 1re division d'infanterie quittera la ville durant la nuit pour Courtrai. Les 2e et 4e divisions d'infanterie abandonneront également durant la nuit la tête de pont pour se retirer derrière le canal de dérivation de la Lys. Au sud de la ville, la 1re division de chasseurs ardennais et la 5e division d'infanterie devront rester derrière l'Escaut jusque dans la nuit du 23 au 24 mai où ils pourront alors se retirer derrière la Lys.
Le 22 mai, des échanges de tirs très limités ont lieu dans le secteur de la 4e division mais pas de véritable attaque. Elle reçoit l'ordre de se retirer derrière la Lys en passant par les pont de Zwijnaarde et Schelderode et de se placer en réserve du 4e corps d'armée. 
La nuit du 22 au 23 mai, la tête de pont est quittée sans incident majeur et la division atteint au matin une zone entre Deinze et Nevele. Le 2e bataillon s’établit dans la partie nord de Nevele et le 1er à hauteur de Molenkouter. Le 3e bataillon forme la seconde ligne entre Nevele et Poesele où est situé l'état-major du régiment. 
Le 24 mai, la 4e division d'infanterie a placé ses trois régiment d'infanterie entre Deinze au sud et Nevele au nord sur la rive occidentale du canal de dérivation de la Lys. La division doit faire face à un sérieux problème d'effectif, il ne lui reste en effet plus que 5300 soldats sur les 11000 et l'armement lourd est quasi inexistant (Il reste 1 tiers des mitrailleuses et canons antichars C47, il n'y a plus de mortiers et quasi plus de mitrailleuses lourdes). Toute cette journée est consacrée à la préparation des combats à venir. 
Le 25 mai, le 192e régiment d'infanterie allemand parvient à enfoncer le 15e de ligne et à traverser le canal au niveau de Deinze. Le 15e de ligne se rend presque complètement. 
L'ennemi progresse alors vers le nord en direction du 7e de ligne et vers le sud en direction du 11e de ligne. Les 1er et 2e bataillon du 7e de ligne sont rapidement dépassés mais les 10e et 11e compagnies résistent et parviennent à le retenir temporairement. Le 3e bataillon du 11e de ligne est encerclé et son 2e bataillon se rend complètement. Le 1er bataillon du 11e de ligne tente une contre-attaque mais s'arrête lorsqu'il se rend compte que les allemands utilisent des prisonniers belges comme bouclier humain. 
À la fin de la journée, la 4e division d'infanterie n'existe plus, 5 000 de ses hommes ayant été faits prisonniers.

## Après-Guerre
Le 7e bataillon de ligne est formé en 1952 et reprend ses traditions.
Il est dissout en 1956.

## Drapeau
Il porte les inscriptions suivantes : 
- Campagne 1914-1918,
- Saint-Georges-lez-Nieuport,
- Yser,
- Moorslede,
- Anvers,
- Lombardsijde.

Il est également décoré de l'ordre de Léopold.

## Organisation

### Le 25 octobre 1830
- un état-major
- 3 bataillons de 6 compagnies (dont une de grenadiers et une d'infanterie légère)
- un dépôt

### Le 10 mai 1940
- 1 compagnie de commandement;
- 1 compagnie médicale
- 1 peloton d'éclaireurs
- 3 bataillons divisés en :
  - 3 compagnies de fusiliers
  - 1 compagnie de mitrailleurs
- 1 bataillon divisé en :
  - 1 compagnie de mitrailleurs (13e)
  - 1 compagnie anti-chars (14e)
  - 1 compagnie de mortier (15e)